# Championnat du Luxembourg de football 1950-1951
Navigation
Saison précédente Saison suivante
La saison 1950-1951 du Championnat du Luxembourg de football était la 37e édition du championnat de première division au Luxembourg. Les 12 meilleurs clubs du pays se retrouvent au sein d'une poule unique, la Division Nationale, où ils s'affrontent deux fois, à domicile et à l'extérieur. À l'issue du championnat, pour permettre le passage du championnat de 12 à 10 clubs, les trois derniers du classement sont relégués et remplacés par le champion de Division d'Honneur, la deuxième division luxembourgeoise.
C'est le club de Jeunesse d'Esch qui remporte la compétition en terminant en tête du classement final, avec 2 points d'avance sur le National Schifflange et 6 sur le club des Red Boys Differdange. C'est le 3e titre de champion du Luxembourg du Stade. Le tenant du titre, le Stade Dudelange, termine à la 4e place à 8 points du nouveau champion.

## Les 12 clubs participants
| - Stade Dudelange - National Schifflange - Red Boys Differdange - Young Boys Diekirch - Promu de Division d'Honneur - CA Spora Luxembourg - SC Tétange | - AS La Jeunesse d'Esch - Union Luxembourg - Progrès Niedercorn - Racing Rodange - Promu de Division d'Honneur - Chiers Rodange - Promu de Division d'Honneur - US Dudelange |

## Compétition

### Classement
Le barème utilisé pour établir le classement est le suivant :
- Victoire : 2 points
- Match nul : 1 point
- Défaite : 0 point

| Rang | Équipe                      | Pts | J  | G  | N | P  | Bp | Bc | Diff |
| ---- | --------------------------- | --- | -- | -- | - | -- | -- | -- | ---- |
| 1    | Jeunesse d'Esch             | 32  | 22 | 14 | 4 | 4  | 52 | 24 | +28  |
| 2    | National Schifflange        | 30  | 22 | 12 | 6 | 4  | 58 | 31 | +27  |
| 3    | Red Boys Differdange        | 26  | 22 | 10 | 6 | 6  | 38 | 27 | +11  |
| 4    | Stade Dudelange (T)         | 24  | 22 | 10 | 4 | 8  | 46 | 36 | +10  |
| 5    | CA Spora Luxembourg         | 23  | 22 | 9  | 5 | 8  | 54 | 38 | +16  |
| 6    | SC Tétange (C)              | 23  | 22 | 8  | 7 | 7  | 43 | 40 | +3   |
| 7    | Union Luxembourg            | 23  | 22 | 8  | 7 | 7  | 47 | 47 | 0    |
| 8    | Progrès Niedercorn          | 22  | 22 | 8  | 6 | 8  | 47 | 40 | +7   |
| 9    | Racing Rodange (P)          | 22  | 22 | 9  | 4 | 9  | 45 | 53 | -8   |
| 10   | Chiers Rodange (P)          | 21  | 22 | 6  | 9 | 7  | 37 | 46 | -9   |
| 11   | US Dudelange                | 12  | 22 | 4  | 4 | 14 | 35 | 68 | -33  |
| 12   | FCM Young Boys Diekirch (P) | 6   | 22 | 2  | 2 | 18 | 30 | 82 | -52  |

|  | Champion du Luxembourg 1950-1951                                                             |
|  | Relégation en Division d'Honneur                                                             |
|  | (T) Tenant du titre (C) Vainqueur de la Coupe du Luxembourg (P) : Promu de deuxième division |

## Bilan de la saison
| Championnat du Luxembourg de football 1950-1951 |                            |
| Champion                                        | Jeunesse d'Esch (3e titre) |
| Coupes et trophées                              |                            |
| Vainqueur de la Coupe du Luxembourg 1950-1951   | SC Tétange                 |
| Promotions et relégations                       |                            |
| Promus en Division Nationale                    | Fola Esch                  |
| Relégués en Division d'Honneur                  | Chiers Rodange             |
| Relégués en Division d'Honneur                  | US Dudelange               |
| Relégués en Division d'Honneur                  | Young Boys Diekirch        |